# 西原町
西原町（日语：／ Nishihara chō */?，琉球語：／ ）位於琉球列島沖繩群島沖繩島東南部，面向中城灣，那霸市東北方約10公里處，因為位於首里的北方，以當地方言發音就是西原。
產業包括甘蔗製糖、煉油工業。沖繩縣內唯一的國立大學琉球大學也位於町內。

## 人口
| 西原町人口分布圖 |                                               |  |
| 西原町與日本全國年齡別人口分布比較圖 （2005年資料） | 西原町的年齡、男女別人口分布圖 （2005年資料） |  |
| ■紫色是西原町 ■綠色是全国 | ■藍色是男性 ■紅色是女性                       |  |
| 西原町人口變化 \| 1970年 \| 9,736人 \| \| \| 1975年 \| 12,299人 \| \| \| 1980年 \| 16,305人 \| \| \| 1985年 \| 21,981人 \| \| \| 1990年 \| 25,489人 \| \| \| 1995年 \| 28,516人 \| \| \| 2000年 \| 32,777人 \| \| \| 2005年 \| 33,733人 \| \| \| 2010年 \| 34,766人 \| \| \| 2015年 \| 34,508人 \| \| \| 2020年 \| 34,984人 \| \| |                                               |  |
| 資料來源：日本總務省統計中心提供之人口普查數據 |                                               |  |
| 1970年 | 9,736人                                       |  |
| 1975年 | 12,299人                                      |  |
| 1980年 | 16,305人                                      |  |
| 1985年 | 21,981人                                      |  |
| 1990年 | 25,489人                                      |  |
| 1995年 | 28,516人                                      |  |
| 2000年 | 32,777人                                      |  |
| 2005年 | 33,733人                                      |  |
| 2010年 | 34,766人                                      |  |
| 2015年 | 34,508人                                      |  |
| 2020年 | 34,984人                                      |  |

## 歷史
- 1896年4月1日：實施郡區制，為中頭郡轄下西原間切。
- 1906年10月1日：西原間切的平良村、石嶺村併入首里區（現為那霸市的一區）。
- 1908年4月1日：實施島嶼町村制，改設西原村。
- 1920年：石領、末吉聚落併入首里區（現為那霸市的一區）。
- 1975年4月1日：靠近那霸市的區域併入那霸市。
- 1979年4月1日：改制為西原町。同年，琉球大學從那霸市遷移到町內。
- 1987年10月8日：沖繩自動車道（石川－那霸）通車。

## 交通

### 道路
| 高速道路 - 沖繩自動車道：西原系統交流道 - 那霸機場自動車道：西原系統交流道 國道 - 國道329號 主要地方道 - 沖繩縣道29號那霸北中城線 - 沖繩縣道38號浦添西原線 | 一般縣道 - 沖繩縣道34號宜野灣西原線 - 沖繩縣道155號線 - 沖繩縣道241號宜野灣南風原線 |

## 教育

### 大學・短期大學
| - 國立大學法人琉球大學 | - 冲绳基督教短期大学 |

### 高等學校
- 沖繩縣立西原高等學校 （页面存档备份，存于）

### 中學校
| - 西原町立西原中學校 - 西原町立西原東中學校 | - 國立法人琉球大學教育學部附屬中學校 （页面存档备份，存于） |

### 小學校
| - 西原町立坂田小學校 - 西原町立西原小學校 - 西原町立西原東小學校 | - 西原町立西原南小學校 - 國立法人琉球大学教育学部附属小學校 （页面存档备份，存于） |

### 特殊學校
- 森川養護學校 （页面存档备份，存于）